# Presidente del Gobierno de Canarias
El presidente del Gobierno de Canarias, o simplemente presidente de Canarias, es el líder del poder ejecutivo del Gobierno autonómico, coordinando e impulsando su acción. Es elegido por el Parlamento de Canarias de entre sus miembros. Entre otras responsabilidades, promulga las leyes aprobadas por el Parlamento de Canarias, firma los decretos del Gobierno y ordena su publicación en el Boletín Oficial de Canarias.

## Elección y nombramiento
El procedimiento para la elección y nombramiento del Presidente de Canarias viene establecido en el artículo 48 del Estatuto de Autonomía de Canarias. El Presidente es elegido por el Parlamento de Canarias de entre sus Diputados y nombrado por un periodo de 4 años.
El Presidente del Parlamento, previa consulta con las fuerzas políticas representadas en el mismo, y oída la Mesa, propone un candidato a Presidente del Gobierno Canario. El candidato presenta su programa al Parlamento. Para ser elegido, el candidato debe obtener en primera votación mayoría absoluta; de no obtenerla, se procedería a una nueva votación cuarenta y ocho horas después de la anterior, y la confianza se entendería otorgada si obtuviera mayoría simple. En caso de no conseguir dicha mayoría, se tramitan sucesivas propuestas en la forma prevista anteriormente. Si transcurrido el plazo de dos meses a partir de la primera votación de investidura ningún candidato obtiene la confianza del Parlamento, este queda disuelto, procediéndose a la convocatoria de nuevas elecciones para el mismo. En todo caso, el mandato del nuevo Parlamento duraría hasta la fecha en que debiera concluir el del primero.
El Presidente electo toma posesión de su cargo en el plazo máximo de quince días a partir de la fecha de su nombramiento.

## Atribuciones
Según la Ley 1/1983, de 14 de abril, del Gobierno y de la Administración Pública de la Comunidad Autónoma de Canarias corresponde al Presidente:
1. Convocar el Gobierno, fijar el orden del día, presidir sus sesiones y dirigir sus deliberaciones.
2. Convocar, y, en su caso, presidir, las Comisiones interdepartamentales y otras reuniones del Gobierno.
3. Mantener la unidad de dirección política y administrativa de la actividad gubernativa, establecer las directrices de la política general e impartir a los miembros del Gobierno las instrucciones pertinentes.
4. Cuidar de que la actuación del Gobierno y la de cada uno de sus miembros se ajuste a las directrices de la política general.
5. Proponer el programa legislativo del Gobierno, y coordinar la elaboración de las normas de carácter general.
6. Someter al Gobierno cualquier asunto, que, a su juicio, merezca la consideración de aquel.
7. Firmar los Decretos del Gobierno y ordenar su publicación.
8. Establecer las normas internas que se precisen para el buen orden de los trabajos del Gobierno y para la adecuada preparación de los acuerdos que hayan de adoptarse.
9. Promover y coordinar la ejecución de los acuerdos del Gobierno y de las Comisiones.
10. Disponer la sustitución entre sí de los miembros del Gobierno en los casos de ausencia o enfermedad.
11. La autorización de los gastos que le correspondan según las leyes vigentes.
12. Facilitar la información que el Parlamento de Canarias solicite del Gobierno.
13. Ejercer cuantas otras facultades y atribuciones le correspondan con arreglo a las disposiciones vigentes en cada momento.

## Cese
Los artículos 20 y 21 del Estatuto de Canarias determinan que el presidente del Gobierno cesa tras la celebración de elecciones al Parlamento, por aprobación de una moción de censura, en el caso de pérdida de una cuestión de confianza, por dimisión, incapacidad o fallecimiento. Tras el cese del Gobierno, este continuará en sus funciones hasta la toma de posesión del nuevo Gobierno, que tendrá lugar en el plazo máximo de quince días a contar desde la fecha de su nombramiento. La elección del nuevo Presidente sigue lo establecido en el artículo 17.

## Sedes de la presidencia
Canarias tiene dos capitales, entre las que el Gobierno de Canarias distribuye sus organismos equilibradamente: Santa Cruz de Tenerife y Las Palmas de Gran Canaria. La sede de la presidencia del Gobierno alterna entre ambas ciudades por períodos legislativos, siendo la sede del vicepresidente distinta a la del presidente según fija el Estatuto.
La sede de Santa Cruz de Tenerife, terminada en el año 2000, es obra de los arquitectos Felipe Artengo Rufino, Fernando Martín Menis y José María Rodríguez Pastrana. Alrededor del antiguo patio de la Casa Hamilton, un edificio del siglo XVIII, se desarrolla un inmueble de paredes de hormigón y piedras traídas de las siete islas canarias. El edificio, decorado por artistas como Juan Gopar, Fernando Álamo, Pedro González o Juan Bordes, ha sido galardonado con el Premio Canarias de Arquitectura y nominado al Premio Mies Van der Rohe 2001. La Residencia Oficial se encuentra en un chalet del barrio de Vistabella.
La sede de Las Palmas de Gran Canaria, diseñada por Luis Alemany Orella, es un edificio de dos plantas y sótano con forma de L. La Residencia Oficial se sitúa en un chalet del barrio de Ciudad Jardín.

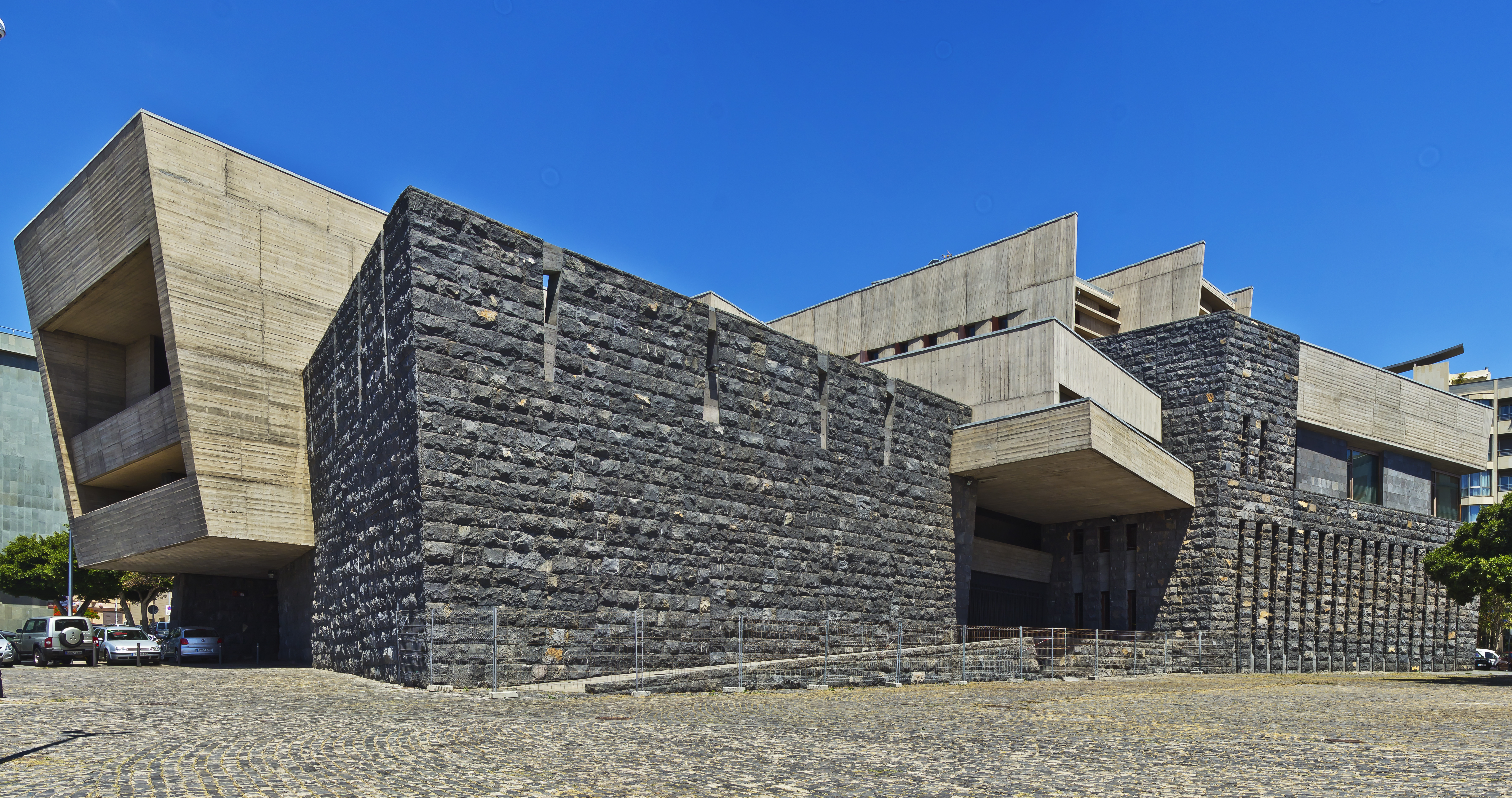
Sede de la presidencia en Santa Cruz de Tenerife
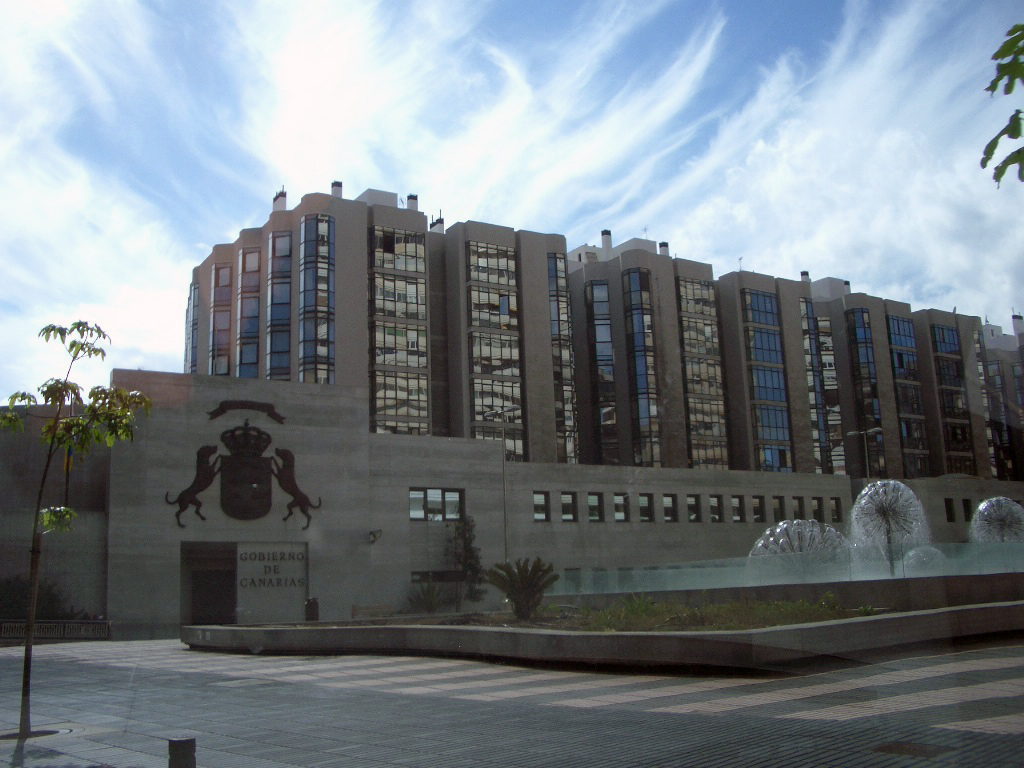
Sede de la presidencia en Las Palmas de Gran Canaria

## Listado de presidentes

### Presidentes de la Junta de Canarias (preautonomía)
| Presidente | Presidente        | Inicio del mandato  | Fin del mandato         | Partido | Gabinete                 |
|            | Alfonso Soriano   | 14 de abril de 1978 | 9 de junio de 1979      | UCD     | -                        |
|            | Fernando Bergasa  | 9 de junio de 1979  | 9 de junio de 1980      | UCD     | -                        |
|            | Vicente Álvarez   | 9 de junio de 1980  | 12 de junio de 1981     | UCD     | -                        |
|            | Fernando Bergasa  | 12 de junio de 1981 | 14 de junio de 1982     | UCD     | -                        |
|            | Francisco Ucelay  | 14 de junio de 1982 | 29 de diciembre de 1982 | UCD     | -                        |
|            | Jerónimo Saavedra | 14 de enero de 1983 | 11 de junio de 1983     | PSOE    | Primer Gobierno Saavedra |

### Presidentes de Canarias (autonomía)
| Presidente | Presidente | Presidente          | Inicio del mandato  | Fin del mandato     | Partido | Notas                                                             | Gabinete                                           |
|            |            | Jerónimo Saavedra   | 11 de junio de 1983 | 4 de agosto de 1987 | PSOE    | Primer mandato                                                    | Segundo Gobierno Saavedra Tercer Gobierno Saavedra |
|            |            | Fernando Fernández  | 4 de agosto de 1987 | 4 de enero de 1989  | CDS     | Pierde la Presidencia por una cuestión de confianza.              | Gobierno Fernández                                 |
|            |            | Lorenzo Olarte      | 4 de enero de 1989  | 25 de julio de 1991 | CDS     |                                                                   | Gobierno Olarte                                    |
|            |            | Jerónimo Saavedra   | 25 de julio de 1991 | 6 de abril de 1993  | PSOE    | Segundo mandato. Perdió la presidencia por una moción de censura. | Cuarto Gobierno Saavedra                           |
|            |            | Manuel Hermoso      | 6 de abril de 1993  | 17 de julio de 1999 | CC      |                                                                   | Primer Gobierno Hermoso Segundo Gobierno Hermoso   |
|            |            | Román Rodríguez     | 17 de julio de 1999 | 8 de julio de 2003  | CC      |                                                                   | Gobierno Rodríguez                                 |
|            |            | Adán Martín         | 8 de julio de 2003  | 13 de julio de 2007 | CC      |                                                                   | Gobierno Martín                                    |
|            |            | Paulino Rivero      | 13 de julio de 2007 | 9 de julio de 2015  | CC      |                                                                   | Primer Gobierno Rivero Segundo Gobierno Rivero     |
|            |            | Fernando Clavijo    | 9 de julio de 2015  | 16 de julio de 2019 | CC      | Primer mandato                                                    | Primer Gobierno Clavijo                            |
|            |            | Ángel Víctor Torres | 16 de julio de 2019 | 14 de julio de 2023 | PSOE    |                                                                   | Gobierno Torres                                    |
|            |            | Fernando Clavijo    | 14 de julio de 2023 |                     | CC      | Segundo mandato                                                   | Segundo Gobierno Clavijo                           |